# Ołeksandr Mandziuk
Ołeksandr Wasylowycz Mandziuk, ukr. Олександр Васильович Мандзюк (ur. 10 stycznia 1983 we wsi Wiline w obwodzie krymskim) – ukraiński piłkarz, grający na pozycji napastnika.

## Kariera piłkarska

### Kariera klubowa
Wychowanek UOR Symferopol, barwy którego bronił w juniorskich mistrzostwach Ukrainy (DJuFL). Jego młodszy brat, Witalij Mandziuk, również jest zawodowym piłkarzem. W 2001 rozpoczął karierę piłkarską w Dynamie Symferopol. W 2004 przeszedł do Podilla Chmielnicki. Wiosną 2004 bronił barw Obołoni Kijów, w której grał na wypożyczeniu. Na początku 2007 został piłkarzem FK Lwów, a potem występował w Kniażej Szczasływe. W lutym 2009 powrócił do FK Lwów. W lipcu 2010 podpisał 2-letni kontrakt z Obołonią Kijów. Latem 2012 przeszedł do Illicziwca Mariupol. 20 lipca 2015 zasilił skład klubu Obołoń-Browar Kijów.

## Sukcesy i odznaczenia

### Sukcesy klubowe
- mistrz Drugiej lihi Ukrainy: 2003/04, 2007/08